# NW Elektromobil
La NW Elektromobil est une automobile fabriquée par Nesselsdorfer Wagenbau-Fabriks-Gesellschaft AG (maintenant connue sous le nom de Tatra) de 1900 à 1901. Seules deux voitures commandées par EAG Prague - Vysočany ont été fabriquées.  